# Yucatáni Köztársaság

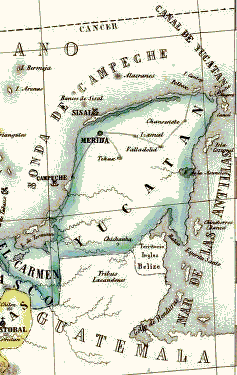
Yucatán a gyarmati időkben.

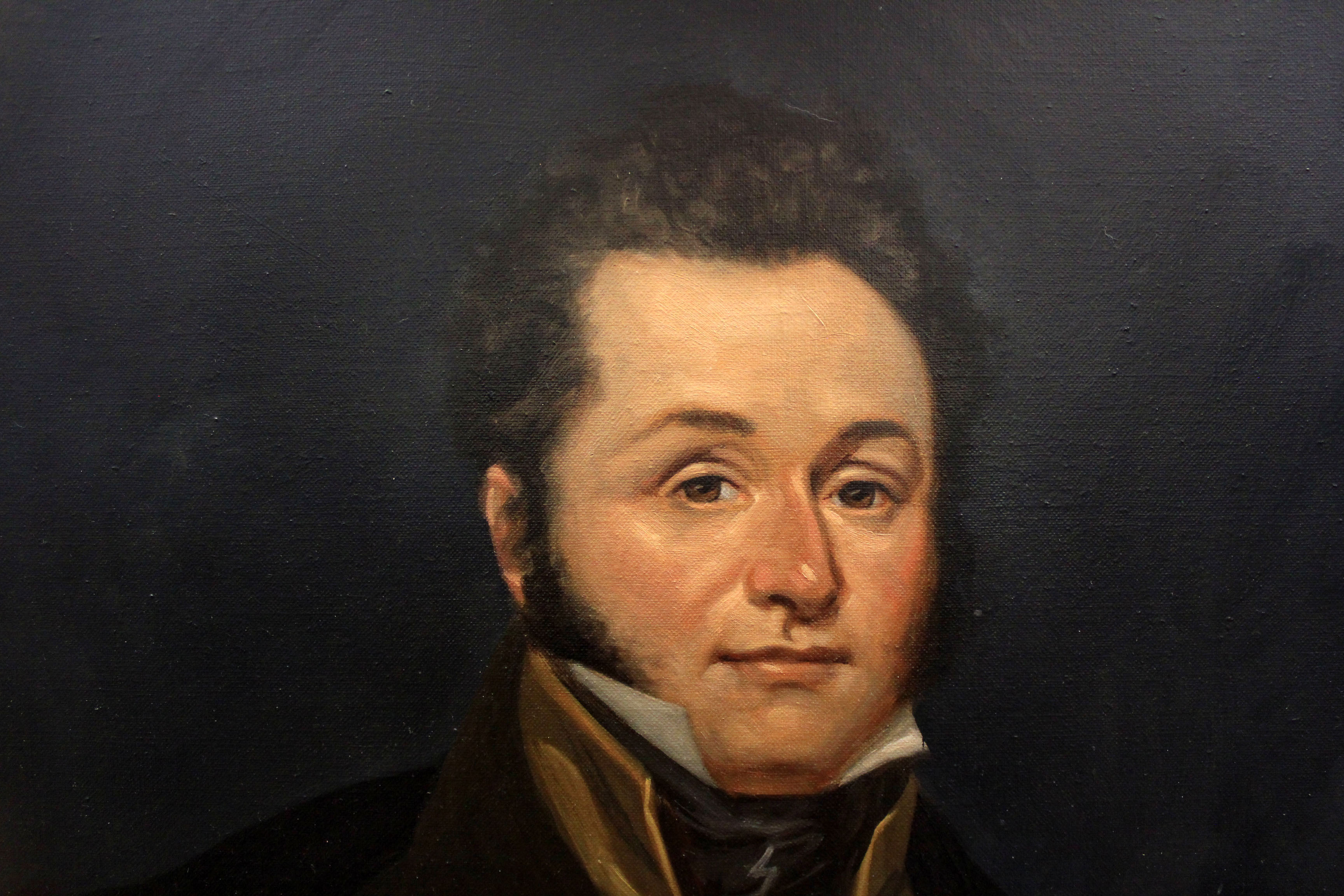
A függetlenség mexikói támogatója Lorenzo de Zavala.

A Yucatáni Köztársaság (spanyolul República de Yucatán) Mexikótól elszakadt 1841 és 1848 között fennállt hivatalosan el nem ismert mezoamerikai állam volt, amelynek területe a Yucatán-félszigetet foglalta magába. Az állam fővárosa Méridában volt, amely ma is Yucatán szövetségi állam székhelye Mexikóban. Különállását a mexikói állam egy ideig szavatolta, de miután 1847-ben a maja őslakosság felkelést robbantott ki és azt az állam nem tudta leverni, a mexikóiak katonai beavatkozását kellett igénybe venni. Ennek feltétele viszont a Mexikóval való újra egyesülés volt, így az állam 1848-ban meg is szűnt.

## Előzmények
Már a gyarmati időkben is a spanyolok speciális területként kezelték Új-Spanyolországon belül Yucatánt, ezért a többi tartományhoz képest viszonylag több autonómiája volt, melynek oka pedig a félsziget stratégiai jelentőségében keresendő.
A mexikói függetlenségi háborúban Mexikó elnyerte szabadságát Spanyolországtól és az Iguala-terv alapján igyekeztek megteremteni az állam alkotmányát. Azonban az újdonsült ország már az elején belső viszályokkal, széthúzással, presztízskérdésekből adódó harcokkal kellett, hogy szembe nézzen, ezért a különböző társadalmi rétegek, illetve régiók elégedetlenek voltak a tervvel és a központi kormányzattal, illetőleg Mexikó uralkodójával, I. Ágoston császárral, akit 1824-ben ki is végeztek.
A háború alatt Yucatánban is egy külön mozgalom alakult Vicente María Velázquez vezetésével, az ún. sanjuanisták, amely mozgalom eleinte még békésen indult, de a fokozódó üldözés hatására már szintén a fegyveres harcot támogatta. Yucatán függetlenségét már 1823. december 23-án deklarálták, de az állam rövid időn belül csatlakozott Mexikóhoz, azonban a politikai nézeteltérések miatt hamar feléledt az ellentét a félsziget politikusai és a központi kormányzat között. Az elszakadást sanjuanisták egykori jelentős alakja, Lorenzo de Zavala is pártolta, aki még Texas elszakadását sem ellenezte, sőt később ott telepedett le, mert szembefordult Antonio López de Santa Anna antidemokratikus rendszerével.
Yucatán mint föderatív tagállam csatlakozott Mexikóhoz, s annak 1824. évi alkotmánya elvben megfelelt a yucatáni politikai erők nézeteinek, akik remélték megőrizni régóta fennálló autonómiájukat. De mexikói tagállamként, s különösen Santa Anna tábornok kormányzása alatt, aki felfüggesztette az alkotmányt 1836-ban, a félsziget autonómiája jelentősen csorbult, lényegében előnyösebb volt a státusza a spanyol gyarmati időkben. Ráadásul az országot erős gazdasági visszaesés sújtotta, ami még jobban fokozta az elégedetlenséget. Ugyanez volt a probléma jó néhány másik periférikus területen is, ahol ki is bontakoztak kisebb-nagyobb függetlenségi mozgalmak, ám nem mindegyik volt eredményes a maga küzdelmében. Sokkal sajátosabb volt a helyzete Texasnak, ahová az Egyesült Államokból vándoroltak be nagy tömegben angol nyelvű telepesek, így ott az elszakadás bizonyos mértékig etnikai jellegű is volt.

## Az állam újbóli kikiáltása
1840. február 12-én az ún. yucatáni föderációs sereg Santiago Imán kapitány vezetésével bevonult Valladolid városába és kiáltványban szólítottak fel a föderáció visszaállítására, az 1824. évi alkotmány helyreállítására és a szegénység elleni küzdelemre. Hat nappal később Méridában is csatlakozott a helyőrség és parancsnoka Anastasio Torrens az Imán vezette erőkhöz, s a függetlenség számos támogatójával együtt bejelentették Yucatán föderatív állam megalakulását. A föderalisták ezt követően ostrom alá vették a délnyugatra levő Campeche székhelyét és június 6-án sikerült bevenniük. Mexikó erre háborút deklarált Yucatán ellen.
Az események újabb fordulatot 1841. március 16-án vettek, amikor a félsziget kormányzóját, Miguel Barbachanót az irodájába behatoló csoport arra bírta rá, hogy nyilvánítsa ki Yucatán teljes elszakadását Mexikótól. Néhány napon belül a mexikói állami lobogókat lecserélték mindenütt a Yucatáni Köztársaság zászlóira. Október 1-jén a helyi képviselőház kimondta az ország függetlenségét.
Az állam alkotmányát és egy hozzátartozó reformcsomagot Manuel Crescencio García Rejón liberális ügyvéd fogalmazta meg március 31-én, s május 16-án hatályba is léptették. Ez az alkotmány kimondta a vallásszabadságot, a sorkatonai szolgálat eltörlését, a kormányzati és bírói hatalom szétválasztását.
Santa Anna egy puccs keretében októberben ismét hatalomra került, de fegyveres beavatkozás helyett tárgyalásokat kezdett Yucatán vezetőivel, hogy megállapodás útján térítse vissza a félszigetet Mexikóba. Bár Mexikó nem ismerte el Yucatán elszakadását, de megállapodott vele a hatályos vámkivetési törvények megtartását illetően, továbbá az ingyenes áruforgalomról a yucatáni kikötőkben. Több másik kérdésben viszont nem tudtak dűlőre jutni, így abban sem, hogy Yucatán nem állhat kapcsolatban Texassal. Az elért megállapodásokat is Santa Anna hamar felmondta, így a diplomáciai kapcsolatok hamar zátonyra futottak.
A tárgyalások megszűnésével Santa Anna katonaságot küldött Yucatán ellen, illetve a tábornok helyi hívei is ellenállást szerveztek Ciudad del Carmen városában 1842 augusztusában, ahová ellenállás nélkül vonulhattak be a mexikóiak. Ám a félsziget elleni hadműveleteket jelentősen nehezítette a kevés járható út és a sűrű dzsungel. A nagyobb városoknak, így a Campeche területén levőknek erős falaik voltak, amelyeket a spanyol gyarmatosítók építettek a kalóztámadások kivédésére. Épp ezért a mexikói hadsereg vezetése víziútvonalon Mérida, a főváros elfoglalását helyezte kilátásba, s négy helyen szállt partra Yucatánon. A védekezésre ellenben a yucatániak is felkészültek és Méridát mintegy 11 ezer fős, majákból álló sereg védte. 1843. április 24-én a mexikói hadsereg megadta magát és parancsnokai beleegyeztek abba, hogy visszavonulnak Tampicóba, Északkelet-Mexikóba.
A kezdeti siker ellenére Santa Anna továbbra sem volt hajlandó elismerni Yucatánt, sőt blokádot vezetett be a félsziget ellen, amely megbénította mind Yucatán, mind Mexikó gazdaságát. Yucatán elszigetelődött és vezetői kénytelenek voltak tárgyalóasztalhoz ülni Santa Annával. 1843. december 5-én Yucatán teljes autonómiát kapott Mexikótól néhány adóforma megszavazása fejében, de az állapot rövid ideig állt fenn, mert a központi kormány 1844. február 21-én kimondta, hogy Yucatán autonómiája alkotmányellenes, ezért visszavonták.

## A függetlenség másodszori kikiáltása
A mexikói lépésre válaszul a yucatániak 1846. január 1-jén másodszor is kimondták országuk függetlenségét, ám rövid időn belül belső megosztottság uralkodott el Yucatánban. Két nagyobb csoport kezdett rivalizálni egymással, az egyik Méridában Miguel Barbachano vezetésével, a másik pedig Campechében Santiago Méndez alatt. Méndez és Barbachano 1841 és 1846 között egymást többször váltotta az állam élén. A Yucatáni Köztársaság a maja őslakosság körüli kérdést sem tudta megfelelően kezelni, sőt a hosszú ideje elnyomott, az alacsony társadalmi rétegeken elhelyezkedő maják saját maguk is indítottak egy mozgalmat Yucatánon.
Bonyolította a helyzetet az akkor már folyamatban levő mexikói–amerikai háború is. Az Egyesült Államok haditengerészete blokád alá vette a keleti parti kikötőket, így a Yucatán-félsziget kikötőit is, ami újból visszaeséssel sújtotta a yucatáni gazdaságot. Az ellentéteket a maja őslakosság és a fehér-mesztic lakosság között kiélezte a nagymértékű gazdasági bizonytalanság. A szegény maja földművesek jelentős adóterhek alatt álltak, ezért 1847. nyarán felkelést robbantottak ki.
A maja felkelés, más néven kasztok háborúja súlyos válságot idézett elő Yucatánon. Az éppen hatalmon levő Méndez José Rovira bíró vezetésével egy delegációt menesztett a Mexikóval hadakozó Egyesült Államokhoz, hogy a konfliktusban az állam kinyilvánítsa semlegességét és mentesüljék az amerikai blokád alól, s az Államok ismerje el Yucatán függetlenségét. Rovira titokban afelől is puhatolózott, ha az amerikaiak nem-e lennének hajlandóak annektálni Yucatánt.
A maják elleni háború végül kritikus helyzetet teremtett Yucatánon. A köztársasági kormány kétségbeesésében előbb a kubai spanyol, majd a jamaicai angol katonai erők beavatkozását kérte a maják ellen. Segítséget kértek közvetlenül az angol és spanyol kormánytól is, de egyik sem figyelt fel Yucatánra. Ezután az Egyesült Államokhoz fordultak nyíltan vállalva akár Yucatán csatlakozását is az Államokhoz. Az ajánlatot James Knox Polk amerikai elnök elfogadta, de a képviselőház nem, mivel nem akarták a mexikói háború elhúzódását.

## Yucatán visszacsatolása Mexikóhoz
Miután Méndez nem tudta megoldani a válságot, Barbachano került újból hatalomra Yucatánon. Barbachano nem látva más megoldást Mexikóhoz fordult segítségért. Mexikó fokozatosan szerezte vissza hatalmát az elszakadt félsziget felett. José Joaquín Herrera elnök először 150 ezer peso támogatást és fegyvereket küldött a Yucatáni Köztársaságnak, de a támogatás fejében a félszigetnek vissza kellett térnie a mexikói államhoz.
Mexikói segítséggel a maja felkelést elfojtották és Barbachano bejelentette az egyesülést Mexikóval 1848. augusztus 17-én.